# Eobrachychthonius longisetosus
Eobrachychthonius longisetosus är en kvalsterart som beskrevs av Csiszár 1960. Eobrachychthonius longisetosus ingår i släktet Eobrachychthonius och familjen Brachychthoniidae. Inga underarter finns listade i Catalogue of Life.